# Tsuruta, Aomori
Tsuruta (鶴田町 Tsuruta-machi) là thị trấn thuộc huyện Kitatsugaru, tỉnh Aomori, Nhật Bản. Tính đến ngày 1 tháng 10 năm 2020, dân số ước tính thị trấn là 12.074 người và mật độ dân số là 260 người/km2. Tổng diện tích thị trấn là 46,43 km2.